# 200 Cigarettes
Pour plus de détails, voir Fiche technique et Distribution.
200 Cigarettes est un film américain réalisé par Risa Bramon Garcia en 1999, et mettant en scène Ben Affleck, Casey Affleck, Dave Chappelle, Guillermo Díaz, Angela Featherstone, Janeane Garofalo, Gaby Hoffmann, Kate Hudson, Courtney Love, Jay Mohr, Martha Plimpton, Christina Ricci et Paul Rudd.

## Synopsis
À New York au début des années 1980, une douzaine de jeunes se rendent à la fête du Nouvel An, transportant avec eux leurs problèmes existentiels.	 	

## Fiche technique
- Réalisation : Risa Bramon Garcia
- Scénario : Shana Larsen
- Production : Betsy Beers, David Gale, Van Toffler
- Direction artistique : Judy Rhee
- Décors : Ina Mayhew
- Costumes : Susan Lyall
- Photo : Frank Prinzi
- Montage : Lisa Zeno Churgin et Evelyn Purwins
- Musique : Mark Mothersbaugh et Robert Mothersbaugh
- Distribution :  Paramount Pictures ;  United International Pictures
- Budget : 6 millions de dollars
- Langue : anglais
- Format : 1.85:1 - 35 mm - Son Dolby Digital
- Date de sortie : 
  - États-Unis : 26 février 1999
  - France : 1999

## Distribution
- Ben Affleck (VF : Jean-Pierre Michaël) : Barman
- Casey Affleck : Tom
- Caleb Carr : Cynical, patron du bar
- Dave Chappelle : Disco Cabbie
- Elvis Costello : lui-même
- Guillermo Díaz : Dave
- Angela Featherstone : Caitlyn
- Janeane Garofalo : Ellie
- Gaby Hoffmann : Stephie
- Kate Hudson : Cindy
- Catherine Kellner : Hillary
- Courtney Love : Lucy
- Brian McCardie (en) : Eric
- Jay Mohr : Jack
- Nicole Ari Parker : Bridget
- Martha Plimpton : Monica
- Christina Ricci : Val
- Paul Rudd : Kevin

## Critiques
Le film a reçu généralement des critiques négatives et a rapporté 6,8 millions de dollars aux États-Unis.